# Kingdom Hearts: Chain of Memories
Kingdom Hearts: Chain of Memories (キングダム ハーツ チェイン オブ メモリーズ, Kingudamu Hātsu Chein Obu Memorīzu) é um jogo eletrônico RPG de ação desenvolvido pela Jupiter e publicado pela Square Enix. É o segundo título da série Kingdom Hearts e foi lançado originalmente para o Game Boy Advance em novembro de 2004 no Japão, dezembro de 2004 na América do Norte e maio de 2005 na Europa. Uma recriação para o PlayStation 2 intitulada Kingdom Hearts Re:Chain of Memories foi lançada em março de 2007 no Japão e dezembro de 2008 na América do Norte. Na história, Sora e seus companheiros exploram um misterioso castelo.

## Jogabilidade
A jogabilidade deste jogo é uma combinação entre um jogo de RPG e um jogo de cartas colecionáveis. Todas as acções que fazes (excepto movimentares-te e saltares) é baseado em cartas (por exemplo, para um ataque físico, magia ofensiva/defensiva, usar itens, summons).
As cartas são numeradas de 0 a 9, e podes apenas derrotar um ataque do inimigo se a tua carta ou combinação de cartas for maior que a dele. A excepção é a carta 0, que pode quebrar qualquer combinação mas também ser quebrada por qualquer carta dependendo de quando a usas. Quanto maior o número da carta (sendo 0 o maior e 1 o menor), maior será o número de Card Points que precisarás para a equipares. Premium Cards não precisam de tantos CP para equipares, mas não as poderás usar outra vez a não ser que uses uma carta que pode restaurar esse tipo de cartas.
Combinando cartas em sets de 3 irá criar ataques mais difíceis de quebrar porque o seu número é maior do que numa carta única. Mesmo assim podem ser quebradas por uma carta 0 se esta for usada no momento certo. Algumas combinações de cartas criam um "sleight", uma combinação especial que cria um poderoso ataque físico, feitiço mágico ou summon. O custo da combinação, sendo ela quebrada ou não (com a excepção das cartas Friends (amigos), que aparecem a certas alturas e permanecem no teu baralho apenas durante as lutas), é a perda da primeira carta da sequência e ela não será restaurada. Enquanto que as combinações são poderosas, elas podem rapidamente esvaziar o teu baralho.
Usando algumas das cartas dos inimigos podem também ter um efeito adicional. Além de receber temporariamente a habilidade especial associada àquela carta, Sora e Riku ficarão também resistentes e fracos ao mesmo tipo de dano, por exemplo, usar uma carta de Axel faz Sora resistente à magia à base de fogo, mas mais fraco à magia à base de gelo.
Outro aspecto único deste jogo é a "synthesis" de novas salas: para avançares pelo jogo, deves utilizar cartas Map que encontraste anteriormente depois de teres vencido uma batalha para criar salas e tudo dentro delas, desde inimigos a itens. Cada carta tem um efeito específico, indo desde a criação de uma sala com mais inimigos ou inimigos mais lentos até salas para gravar e salas de tesouro.
O sistema de cartas de Sora e Riku é diferente. Na história de Sora, tens de obter cartas jogando durante o jogo ou por lojas de Moogles. Em alguns casos tens de conseguir uma carta específica primeiro durante o jogo, antes dela ficar disponível na loja de Moogles. Podes criar um total de três baralhos de cartas desde que esses baralhos não excedam o limite de Card Points (CP) e desde que cada baralho tenha pelo menos uma carta de ataque. Apesar de o jogo de Sora demorar mais do que o do Riku devido ao tempo que demoras a construir o baralho com novas cartas, a eficácia do baralho de Sora depende do seu conteúdo e do inimigo com que lutas.
Ao contrário de Sora, o Riku tem um baralho fechado que não pode personalizar. O baralho depende inteiramente do mundo em que ele está. Riku não pode usar magia, summons, Premium Cards, a maior parte dos itens, e algumas cartas de mapa e inimigos. Apesar de ainda poder combinar cartas, Riku não pode usar "sleights" a não ser que esteja no modo obscuro. As três vantagens que Riku tem sobre Sora é que o Riku pode usar qualquer das suas cartas de inimigos Boss quando ele quiser depois de as ter recebido (as cartas de inimigos não-chefes são temporárias e cada uma só pode ser usada em um mundo), ele restaura as suas cartas mais rapidamente do que Sora e ele pode aumentar o seu poder de ataque em vez de coleccionar cartas de uma nova arma que tenha maior poder de ataque. No entanto, a maior fraqueza de Riku é que ele não se pode curar tão facilmente durante as batalhas, pois apenas a carta Friend do Rei Mickey, a carta do inimigo Search Ghost e a carta do Boss Ooogie Boogie é que podem restaurar HP.

## Enredo
A história de Kingdom Hearts: Chain of Memories continua directamente depois do fim do primeiro jogo, Kingdom Hearts. Encontramos Sora, os seus dois amigos Donald e Pateta, assim como Jiminy Cricket, andando pelo que parece ser um caminho sem fim, quando de repente um misterioso homem com um manto preto encapuzado diz a Sora: "À tua frente está algo que precisas. Mas para o teres, tens de perder algo que te é querido". À medida que eles continuam pelo caminho, Sora e os seus companheiros encontram um enorme forte chamado Castle Oblivion (Castelo do Esquecimento). Quando eles entram, eles encontram a estranha personagem.
Quando Sora e os seus companheiros tentam atrair a personagem, eles descobrem que as suas habilidades parecem não ter efeito. Então a personagem explica-lhes que no momento em que eles entraram no castelo, eles esqueceram-se de todas as habilidades que conheciam. Esta personagem continua e cria um baralho de cartas a partir das memórias de Sora e seus amigos, e diz-lhes que tudo que encontrarem neste castelo será baseado nas suas memórias. Mas quanto mais alto forem, mais memórias irão perder.
Enquanto isso, pisos abaixo, Riku conseguiu voltar do Mundo das Trevas, e luta contra os seus próprios demónios internos à medida que sobe desde os pisos inferiores de Castle Oblivion. Mas nem ele nem Sora sabem que eles estão a ser seguidos por um misterioso grupo chamado Organization XIII (Organização XIII).
À medida que Sora sobe o castelo, ele trava uma batalha contra Larxene, uma membro da Organization. Depois de lutar contra ela, ele lembra-se do nome de uma amiga de que ele se tinha esquecido: Naminé. Ele descobre que ela está presa no castelo, e sobe por ele, chocando com um clone de Riku que acredita ser o original. Depois de ver a morte de Vexen, outro membro da Organization, Sora ouve da própria Naminé que a figura encapuzada que ele conheceu antes chama-se Marluxia,  e que está de facto a manipular os dois a serem seus criados. Ele também descobre que tudo que ele se lembra sobre Naminé era falso, plantado na sua memória por ela. Naminé nunca esteve nas ilhas, mas a única coisa que Sora se consegue lembrar é ela. Formando uma aliança com o clone de Riku, eles lutam até ao topo do castelo e derrotam Marluxia. Sora então despede-se do clone de Riku, que vai tentar descobrir a verdade sobre a sua existência. Naminé põe Sora num sono para o ajudar a recuperar as memórias que ele perdeu no castelo, apesar de isso querer dizer que ele se irá esquecer de tudo que aconteceu no castelo.
Enquanto isso, com Sora lutando pelo castelo, Riku começou a destruir criaturas obscuras que ele conheceu nas profundezas do castelo, numa tentativa de se livrar das trevas. Ansem, que tinha tomado o corpo de Riku no jogo anterior, tentou repetir a proeza outra vez, mas era constantemente parado pela intervenção do Rei Mickey. No caminho, Riku lutou contra Vexen, o seu próprio clone e outro membro da Organização chamado Lexaeus. Riku então usou as suas habilidades das trevas e reparou que Marluxia estava morto. Ele foi confrontado por Zexion, um membro manipulador, mas abraçou as suas trevas e derrotou-o. Chegando a Twilight Town, Riku descobriu que o ‘Ansem’ que o tinha instigado antes era na verdade DiZ, um homem misterioso que parece interessado em Riku. DiZ mandou Riku falar com Naminé mas um novo inimigo bloqueou o seu caminho: o clone. Depois de ter matado a réplica numa batalha feroz, Riku soube por Naminé que o que restou do verdadeiro Ansem vivia nas entranhas do seu coração. Riku escolheu enfrentá-lo, e depois de ter afirmado isto a DiZ, o estranho homem libertou Ansem do coração de Riku para ele poder combater contra ele. Depois de ter derrotado Ansem, Riku descobriu que, enquanto ele tivesse as trevas ao seu comando, Ansem iria residir nele. Ele começou uma jornada para guardar as suas trevas, mas ser o seu próprio mestre com o Rei Mickey ao seu lado.e juntos eles se juntaram a organização XIII por motivos desconhecidos.

## Mundos
Todos os mundos em CoM (com a excepção de Twilight Town) são os mesmos contidos no primeiro Kingdom Hearts excepto o mundo Deep Jungle (Floresta Densa). No entanto, as histórias diferem levemente daquelas do primeiro jogo, e geralmente são à volta dos temas memória e sentimentos.

### Mundos Disney
- Agrabah, de Aladdin;
- Olympus Coliseum (Coliseu do Olimpo), de Hércules;
- Wonderland (País das Maravilhas), de Alice no País das Maravilhas;
- Monstro, de Pinóquio;
- Atlantica, de A Pequena Sereia;
- Halloween Town (Cidade do Halloween), de O Estranho Mundo de Jack;
- Neverland (Terra do Nunca), de Peter Pan.
- 100 Acre Wood (Bosque dos 100 Acres), de Winnie the Pooh.

### Mundos originais
- Traverse Town (Cidade da Travessia);
- Hollow Bastion (Fortaleza Vazia)-baseada nos jogos Final Fantasy-;
- Destiny Islands (Ilhas do Destino);
- Twilight Town (Cidade do Crepúsculo);
- Castle Oblivion (Castelo do Esquecimento), o mundo ‘real’ na história; os outros são ambientes gerados pelas memórias.É situado no End Of The World.

## Elenco
Apesar de muitas personagens de Kingdom Hearts terem o mesmo elenco de antes, a versão japonesa tinha estes atores:
- Keiji Fujiwara como Axel;
- Tatsuya Kando como Vexen, Marluxia e Lexaeus;
- Yuko Miyamura como Larxene.

## Versões e merchandise

### Re:Chain of Memories
Kingdom Hearts Re:Chain of Memories (キングダム ハーツ Re:チェイン オブ メモリーズ, Kingudamu Hātsu Re: Chein obu Memorīzu) é um remake para Playstation 2 do jogo lançado um ano depois de sua versão original.

### Mangá
Criado e ilustrado por Shiro Amano, conhecido por trabalhar em adaptações de jogos a mangás, com o conceito original de Tetsuya Nomura, serializado na revista mensal Shounen Gangan e publicado em volumes pela editora Square Enix.
A história do mangá é praticamente a mesma, diferindo somente em algumas partes ao longo da história, algumas vezes contando coisas antes ou depois do determinado no jogo, ou até cenas inéditas que nem aparecem no jogo.
O mangá foi finalizado com 2 volumes.